# Osthofen
Osthofen település Németországban, Rajna-vidék-Pfalz tartományban. Lakosainak száma 9833 fő (2023. december 31.).

## Népesség
A település népességének változása:
| Lakosok száma | 6298 | 8312 | 9289 | 9402 | 9528 | 9736 | 9833 |
|               | 1975 | 2010 | 2017 | 2019 | 2021 | 2022 | 2023 |